# ハビーブ・ブルギーバ
ハビーブ・ベン・アリー・ブルギーバ （Habib Ben Ali Bourguiba, 1903年8月3日 - 2000年4月6日）は、チュニジアの政治家。ブルギバ、若しくはブールギバとも記される。チュニジア王国第2代首相、チュニジア共和国初代大統領を歴任した。西欧化を目指したことから、トルコのケマル・アタテュルクとよく比較された。離婚を合法化したり、一夫多妻制を非合法化したり、女性の結婚可能年齢を17歳に引き上げるなど、女性地位向上につとめた。
モナスティルで、中産階級の家に生まれた。19歳の時、ナショナリズム政党である憲政党に入党。1924年、フランスに留学し法律と政治を学ぶ。ソルボンヌ大学で学んでいるとき、マティルド・ロレン(1890年-1976年)というパリ生まれの女性と出会い、結婚。マティルドはイスラームに改宗し、モーフィダと名乗った。1927年帰国。数年間は国内の社会経済問題の矛盾を研究。1932年、新聞アクション・チュニジエンヌ（L'Action Tunisienne）創刊。1934年、新憲政党結成と同時に書記長となったが、フランスにより逮捕され、9月3日砂漠中のキャンプに抑留された。
1943年カイロに亡命。北アフリカのフランス植民地解放を推進する国際運動を進めた。フランス側が譲歩してチュニジア改革案を出した1949年に一時帰国を許されたが、1952年に再逮捕され、再度亡命。国外で独立運動を指導。1955年、フランス・チュニジア交渉の進展を見て帰国。1956年3月20日、チュニジアはチュニスのベイ（太守）を君主とする立憲王国（チュニジア王国）として独立し、3月25日の選挙で新憲政党を中心にして結成された民族戦線が圧勝。ブルギーバは初代首相となった。
1957年、封建的な国王を廃し、自ら初代大統領に就任。1960年、ビゼルトにあるフランス軍基地の実力奪還をはかり、対仏関係を悪化させた。このビゼルト危機の最中の1961年、モーフィダ夫人と離婚。1962年にワッシラ・ベン・アンマル（1912年-1999年）と再婚。ワッシラはチュニスの大統領宮殿で政治に影響力を行使したとも言われていたが、1986年に離婚した。

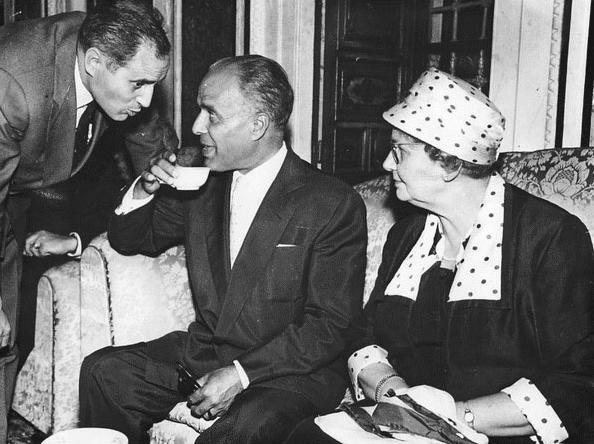
ブルギーバと最初の妻モーフィダ、左端は夫妻の一人息子ハビーブ。1956年

1964年以来、チュニジア独自の社会主義を掲げて新憲政党を社会主義憲政党と改称、一時はエジプトのナセル大統領に接近するも1965年の対イスラエル宥和発言によって離反し、隣国のアルジェリアに比べて欧米寄りでチュニジア軍も1977年に中国から購入した哨戒艇を除いて殆ど西側の装備であり、セネガル初代大統領のレオポール・セダール・サンゴール、ニジェール初代大統領のアマニ・ディオリなどと共にフランコフォニー国際機関を設立した。
1980年代に入るとアラブ連盟の本部がチュニスに置かれ、アラブ連盟とイスラム諸国会議機構の事務局長にチュニジア人が選ばれ、チュニジアはエジプトに代わってアラブ・イスラム諸国の盟主となり、1982年にはレバノン内戦でトリポリ (レバノン)から脱出したヤーセル・アラファトとパレスチナ解放機構をチュニスに受け入れてパレスチナ解放運動を支援した。1987年、無血クーデターにより解任。